# 타츠타강

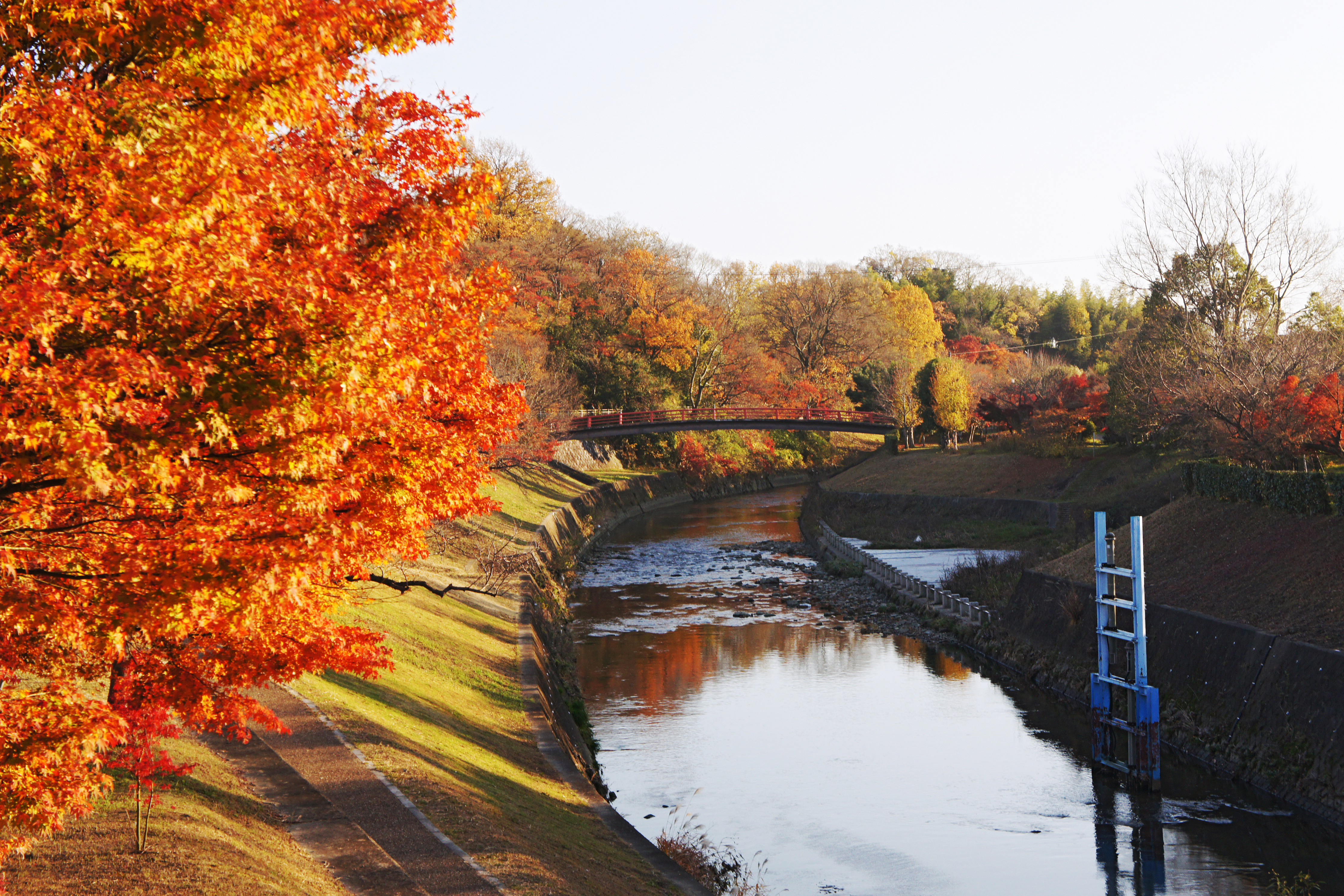

타츠타강(일본어: 竜田川 타츠타가와[*])은 야마토강 수계의 지류료서, 나라현을 흐르는 일급하천이다. 상류를 이코마강(生駒川), 중류를 헤구리강(平群川), 하류를 타츠타강으로 따로 칭하기도 한다.
나라현 이코마시 이코마산(해발 642 m) 동쪽 자락을 수원지로 남쪽으로 흐르면서 유역에 이코마계곡과 헤구리계곡을 형성한다. 이코마군 이카루가정에서 야마토강에 합류한다.
고대로부터 단풍의 명소였다.